# Ribelli, sognatori e fuggitivi
Ribelli, sognatori e fuggitivi è un libro di Osvaldo Soriano, pubblicato in Italia nel 2001 da Einaudi, che raccoglie una scelta di articoli e racconti già pubblicati dall'autore in diversi giornali durante il periodo in cui, a causa del colpo di Stato del 1976, lasciò l'Argentina.

## Edizioni
- Osvaldo Soriano, Ribelli, sognatori e fuggitivi, traduzione di Glauco Felici, Einaudi Stile libero, Einaudi, 2001,  p. 294, ISBN 88-06-15476-1.